# Acrapex tristrigata
Acrapex tristrigata is een vlinder van de familie van de uilen (Noctuidae). De wetenschappelijke naam van deze soort is voor het eerst voorgesteld door William Warren in een publicatie uit 1914.
De soort komt voor in Zuid-Afrika.